# Ácido estífnico
Ácido estífnico é o composto químico em que três radicais nitro e dois radicais hidroxila estão ligados a um anel benzênico; contando-se como 1 um carbono com a hidroxila, seu nome sistemático é 2,4,6 trinitro benen-1,3,-diol.